# 17771 Elsheimer
A 17771 Elsheimer (ideiglenes jelöléssel 1998 EA13) egy kisbolygó a Naprendszerben. Eric Walter Elst fedezte fel 1998. március 1-jén.